# Clara Choveaux
Clara Choveaux (Assunção, 8 de outubro de 1974) é uma atriz franco-brasileira. Ela contempla mais de 50 produções nacionais e internacionais, entre filmes e peças de teatro. Só no cinema, a atriz atuou em 37 filmes. Atuou em Tiresia, de Bertrand Bonello, que recebeu indicação ao Festival de Cannes.

## Biografia e Carreira
Nascida no Paraguai e filha de Marisa Teles Baptista,  brasileira e pai  francês, iniciou seu gosto pela arte aos 6 anos de idade, durante as aulas de  Ballet Clássico no  Teatro Guairá, em Curitiba.
Em 2000, muda-se para Paris e começa a trabalhar no badalado restaurante brasileiro Favela Chic. No final do ano foi convidada a fazer uma participação no filme O Pornógrafo de Bertrand Bonello em que contracena com o  Jean Pierre Leáud.
Estreou nos palcos em 2001, e participou de algumas peças desde então, tais como: Transtchecov e Paládio de neve, ambas de Celina Sodré. A atriz integrou o Instituto do Ator e encena produções teatrais na rua, como “Demônios”, baseada no livro de Dostoievski.
Em 2002, é chamada para encenar Tiresia, uma adaptação contemporânea do mito Tirésias, em que Clara interpreta uma mulher trans. O filme foi exibido em diversos  festivais de cinema e sua atuação lhe rendeu a indicação ao prêmio de melhor atriz no  Cannes.[carece de fontes?]
Em 2009, de volta ao Rio, Clara participou de Embarque Imediato, dirigido por Allan Fitterman, com Marília Pêra, José Wilker e Jonathan Haagensen no elenco.
Em 2013, trabalhou em Exilados no Vulcão, vencedor da categoria Melhor Filme do Festival de Brasília[carece de fontes?]. No atuou no curta Um dia vermelho na vida de uma dama de alma vermelha, dirigido por Cláudia Ohana. Neste, Clara interpreta uma  prostituta  serial killer.[carece de fontes?]
Em 2014, participou do filme Meu Amigo Hindu, último longa do diretor Héctor Babenco. Na trama, Clara interpretou uma punk  ninfomaníaca ao lado do ator norte-americano Willem Dafoe.
Em 2016, interpretou Marie na série  PSI, do HBO e deu vida a Fernanda em Os homens são de Marte e é para lá que eu vou, no GNT. Seu mais recente trabalho exibido nos cinemas foi Rio Mumbai, filmado ao longo de 7 anos e dirigido por Pedro Sodré.
Em 2018, Clara também atuou em Luz nos Trópicos, de Paula Gaitán, que está em pós-produção e deve ser lançado em 2019, Jorge Guinle- Só Se Vive Uma Vez, de Otaviano Escobar, As Subterrâneas, dirigido por Pedro Urano e Elon Não Acredita na Morte, de Ricardo Alves Júnior.
Em 2019, a atriz estará no  longa Prisioneiros da Liberdade, dirigido por Jeferson De.

## Filmografia

### Cinema
| Ano  | Filme                      | Nota                 |
| ---- | -------------------------- | -------------------- |
| 2000 | O Pornógrafo               | Filme                |
| 2002 | Tiresia                    | Palma de Ouro        |
| 2009 | Embarque Imediato          | Filme                |
| 2013 | Exilados no Vulcão         | Festival de Brasília |
| 2014 | Meu Amigo Hindu            | Filme                |
| 2016 | PSI                        | Série                |
| 2017 | Elon não acredita na morte | Filme                |
| 2018 | Rio Mumbai                 | Filme                |
| 2019 | Prisioneiros da Liberdade  | Filme                |
| 2019 | Os Sonâmbulos              | Filme                |
| 2022 | Os Primeiros Soldados      | Filme                |

## Teatro
| Ano  | Peça                              |
| ---- | --------------------------------- |
| 2001 | Demônios.                         |
| 2009 | Paládio de neve                   |
| 2009 | Transtchecov                      |
| 2011 | Shunt CIA                         |
| 2012 | Fantasmas da guerra               |
| 2013 | Heliogabalo                       |
| 2014 | Arte no canteiro                  |
| 2015 | João Alabá e a pequena África     |
| 2015 | Tiradentes, nem tudo que parece é |
| 2017 | Possuídos                         |
| 2018 | Luz nos Trópicos                  |